# Роберт Зіглер Леонард
Роберт Зіглер Леонард (англ. Robert Zigler Leonard; 7 жовтня 1889, Чикаго — 27 серпня 1968, Беверлі-Гіллз) — американський режисер, актор, продюсер і сценарист.

## Біографія
Народився в Чикаго, штат Іллінойс. Був одружений з зіркою німого кіно Мей Мюррей.
Був номінований на премію «Оскар» за найкращу режисуру до фільмів «Розлучена» і «Великий Зігфельд». Обидва також були номіновані на найкращий фільм, проте виграв премію лише «Великий Зігфельд». Один з найпомітніших його фільмів — трилер у стилі нуар «Хабар» (1949).
Роберт Леонард помер 1968 року в Беверлі-Гіллз, штат Каліфорнія і був похований на цвинтарі Форест-Лон.
За свій внесок у кіноіндустрію отримав зірку на Алеї слави в Голлівуді.

## Фільмографія
- Морський їжак / The Sea Urchin (1913)
- Гравець на сопілці, на ім'я Шон / Shon the Piper (1913)
- Майстер-ключ / The Master Key (1914)
- Таємна любов / Secret Love (1916)
- Пробудження нареченої / The Bride's Awakening (1918)
- Небезпека, йти повільно / Danger, Go Slow (1918)
- Чудо любові / The Miracle of Love (1919)
- Яскраве світло / Bright Lights (1925)
- Маленька подорож / A Little Journey (1927)
- Меріенн / Marianne (1929)
- Розлучена / The Divorcee (1930)
- Сьюзен Ленокс / Susan Lenox (1931)
- Танцююча леді / Dancing Lady (1933)
- Після роботи / After Office Hours (1935)
- Авантюра / Escapade (1935)
- Джим з Пікаділлі / Piccadilly Jim (1936)
- Великий Зігфельд / The Great Ziegfeld (1936)
- Травневі дні / Maytime (1937)
- Дівчина із Золотого Заходу / The Girl of the Golden West (1938)
- Молодий місяць / New Moon (1940)
- Гордість і упередження / Pride and Prejudice (1940)
- Зігфелдова дівчина / Ziegfeld Girl (1941)
- Вихідні дні у Валдорфі / Week-End at the Waldorf (1945)
- Дочка Б. Ф. / B.F.'s Daughter (1948)
- Старим добрим літом / In the Good Old Summertime (1949)
- Герцогиня Айдахо / Duchess of Idaho (1950)
- Хабар / The Bribe (1949)
- Її дванадцять чоловіків / Her Twelve Men (1954)
- Найкрасивіша жінка світу / Beautiful But Dangerous (1955)
- Келлі і я / Kelly and Me (1957)